# آلیکات ۳۳۶
آلیکات ۳۳۶ (به انگلیسی: Aliquat 336) یک ترکیب شیمیایی است. شکل ظاهری این ترکیب، مایع چسبناک بی‌رنگ است.